# Cyphostemma simplicifolium
Cyphostemma simplicifolium är en vinväxtart som beskrevs av A. Bjornstad. Cyphostemma simplicifolium ingår i släktet Cyphostemma och familjen vinväxter. Inga underarter finns listade i Catalogue of Life.